# 基方
基方，是殷墟甲骨文记载的商朝的方国。武丁时经常与商朝发生戰争，有学者认为在今山西省河津市境内。
基方是商朝西面的方国，与缶方（今山西省永济市境）关系密切，在缶方反商的战争过程中，基方也起兵与之联合。武丁先派武贵族子商率领大批商军进攻基方、缶方，又派贵族奠、雀、曹等率军增援。经过数月作战，终于击败了基方与缶方的车队，巩固了商的地位。